# 청하천
청하천(淸河川)은 경상북도 포항시 북구 청하면 청계리에서 발원하여 동쪽으로 흘러 청하면 월포리에서 동해로 흘러드는 강이다.